# 소운염도
소운염도(小雲廉島) 또는 소운렴도는 인천광역시 중구에 있었던 무인도이다. 1950년대까지는 소운겸도(小雲兼島)로 불렸다.
현재는 운염도, 매도와 함께 매립되어 섬 주변에 매립된 간석지가 인천 북항 준설투기장으로 쓰이고 있다. 한편 이 섬은 2005년에 운염도와 함께 경매의 매물로 나오기도 했다.

## 같이 보기
- 운염도
- 매도